# Kruševo
Kruševo (makedonsky Крушево, arumunsky Crushuva, albánsky Krushevë, řecky Κρούσοβο,, turecky Kruşova nebo Kuruşova) je město v Pelagonském regionu v Severní Makedonii, v roce 1903 hlavní město Kruševské republiky. V roce 2002 zde žilo 5 330 obyvatel.